# Hedenskab
 Der er for få eller ingen kildehenvisninger i denne artikel, hvilket er et problem. Du kan hjælpe ved at angive troværdige kilder til de påstande, som fremføres i artiklen.

Hedenskab, hedendom eller paganisme er betegnelsen for en gruppe af ikke-monoteistiske, ofte polyteistiske religioner eller spirituelle praksisser, der ikke følger de store verdensreligioner som kristendom, islam, jødedom og hinduisme. Udtrykket "hedensk" har historisk set haft en neutral eller beskrivende karakter og blev oprindeligt brugt af tidlige kristne til at betegne dem, der praktiserede ikke-kristne eller ikke-jødiske religioner.
Hedenskab kan omfatte en bred vifte af traditioner, herunder gammel græsk religion, romersk religion, germansk mytologi, norrøn mytologi, slavisk mytologi og mange andre indfødte og folkloristiske trosretninger. Disse traditioner har ofte deres egne guder, ritualer og ceremonier.
I moderne tid er hedenskaben vendt tilbage og kaldes Nyhedenskab. Denne betegnelse omfatter genoplivede eller rekonstruerede former af gamle polyteistiske religioner og spirituelle praksisser, som praktiseres af nutidens enkeltpersoner eller grupper. Disse nyhedenske tilgange kan variere betydeligt og omfatter ofte en bred vifte af spirituelle praksisser, religiøse overbevisninger og ritualer.

## Definition
Hedenskab bliver ofte betragtet som synonymt med vantro. Vantro bruges nedsættende om folk af en anden religiøs tro. Hedenskab kan dog også opfattes som noget positivt.
Etymologien er usikker, men det danske ord stammer fra angelsaksisk hæðen "hedning". En rimelig formodning er, at en hæðen betyder en (forbryder), som bor ude på heden, modsat normale mennesker, som bor i huse og landsbyer. Det vil i så fald henvise til den skik, at man begraver forbrydere uden for kirkegården, fordi de er hedninge.
En anden forklaring lyder på, at det ved overgangen til kristendommen ofte var tilfældet, at folk på landet (på heden) var bagud, dvs. troede på de gamle religioner. På samme måde kommer det engelske ord for hedenskab "paganism" af latin "paganus", der betyder en, der bor på landet.

## Hovedtræk
Hedensk er en betegnelse for religioner og spirituelle praksisser, der ikke bekender sig til den gud, som jøderne, de kristne og muslimerne (abrahamitiske religioner) dyrker. Hedensk er en betegnelse, der hæftes på de traditionelle religioner af de missionerende monoteistiske religioner, der betragter de ældre religioner som et afgudsdyrkning, der skal fordrives. Ordene hedning og hedensk (egentlig "en der bor i uopdyrket land") betegner egentlig en bagstræberisk landbo (ligesom det latinske pagānus) og opfattes nedsættende.
- Græsk-romersk hedenskab. De olympiske guder var genstand for aktiv dyrkelse gennem hele antikken, selv om de dannede og filosofferne var tilbøjelig til ikke at tage de gamle myter (som hos Homer) alt for bogstaveligt. Kejser Theodosius forbød i 394 e. Kr. hedenskaben inden for Romerrigets grænser.
- Keltisk hedenskab. Druidernes religion, der praktiseredes i Vest- og Mellemeuropa og på de Britiske Øer i oldtiden (ca. 600 f.Kr. - 400 e.Kr.). De romerske myndigheder bekæmpede druidernes hemmelighedsfulde og politisk aktive samfund.
- Germansk hedenskab kan inddeles i: 1) kontinental hedenskab (i Tyskland, Nederlandene, Belgien, osv.), 2) angelsaksisk hedenskab (England) og 3) skandinavisk hedenskab eller asetro. Sidstnævnte forsvandt i løbet af det 10.-13. århundrede, selv om mange levn levede videre i folkereligionen helt op til vor tid.
- Hinduisme. Indernes hedenskab, der går tilbage til den vediske religion, er stadig en levende religion på trods af buddhismens og islams intense mission i Sydasien.

## Nyhedenskab/neopaganisme
I nyere tid er hedenskabet blevet genoplivet ofte i bevidst opposition til kristendommen, og tilhængere har dannet forskellige organiserede trossamfund, f.eks. det danske Forn Siðr. Dette kaldes også nyhedenskab.